# Калевисте, Валдо Павлович
Валдо Павлович Калевисте (при рождении Валентин Павлович Богатырёв; эст. Valdo Kaleviste (Valentin Bogatõrjov); 29 декабря 1912, Ревель — 21 февраля 1998, Таллин) — советский футбольный судья. Судья всесоюзной категории по футболу (31.12.1954).

## Биография
Судить матчи высшего дивизиона начал в 1949 года. Первый матч судил 10 мая между командами «Локомотив» и «Динамо» (Ереван) (1:2).
Последний матч в высшем дивизионе судил 26 апреля 1961 между командами «Торпедо» и «Нефтяник» (Баку) (3:2).

## Достижения
судья
- в списках лучших судей за 1958 год

## Судейская статистика
| Год   | Итого   | Итого    | Высшая лига СССР | Высшая лига СССР | Кубок СССР | Кубок СССР | Прочие  | Прочие   |
| Год   | Главный | Лайнсмен | Главный          | Лайнсмен         | Главный    | Лайнсмен   | Главный | Лайнсмен |
| ----- | ------- | -------- | ---------------- | ---------------- | ---------- | ---------- | ------- | -------- |
| 1949  | 6       | —        | 6                | —                | —          | —          | —       | —        |
| 1950  | 5       | —        | 5                | —                | —          | —          | —       | —        |
| 1951  | 4       | 1        | 3                | 1                | 1          | —          | —       | —        |
| 1952  | 3       | —        | 3                | —                | —          | —          | —       | —        |
| 1953  | 2       | 2        | 2                | 1                | —          | 1          | —       | —        |
| 1954  | 9       | 1        | 6                | 1                | 3          | —          | —       | —        |
| 1955  | 8       | —        | 6                | —                | 2          | —          | —       | —        |
| 1956  | 7       | —        | 6                | —                | —          | —          | 1       | —        |
| 1957  | 5       | 2        | 5                | —                | —          | 1          | —       | 1        |
| 1958  | 8       | 1        | 6                | 1                | —          | —          | 2       | —        |
| 1959  | 7       | —        | 4                | —                | —          | —          | 3       | —        |
| 1960  | 7       | 1        | 7                | 1                | —          | —          | —       | —        |
| 1961  | 5       | —        | 1                | —                | —          | —          | 4       | —        |
| 1962  | 1       | 3        | —                | 3                | —          | —          | 1       | —        |
| 1963  | —       | 3        | —                | 3                | —          | —          | —       | —        |
| 1964  | —       | 3        | —                | 1                | —          | —          | —       | 2        |
| ИТОГО | 76      | 17       | 59               | 12               | 6          | 2          | 11      | 3        |